# Пенье (Шемогодский сельсовет)
Пенье — деревня в Великоустюгском районе Вологодской области.
Входит в состав Шемогодского сельского поселения, с точки зрения административно-территориального деления — в Шемогодский сельсовет.
Расстояние по автодороге до районного центра Великого Устюга — 31 км, до центра муниципального образования Аристово — 15 км. Ближайшие населённые пункты — Подберезье, Балагурово, Едново.
По переписи 2002 года население — 6 человек.